# François-Joseph Westermann
François-Joseph Westermann (5. září 1751, Molsheim – 5. dubna 1794, Paříž) byl francouzský revoluční generál. Známým se stal pro svůj nemilosrdný postup vůči povstaleckým royalistům ve Vendée.

## Životopis
Svou vojenskou kariéru zahájil nejspíš v roce 1767 v habsburském husarském pluku „Esterhazy“. V roce 1787 byl jezdcem v hřebčíně u hraběte d'Artois. Také byl před revolucí soudním úředníkem v Haguenau.
Na začátku revoluce se připojil k Dantonovi v Paříži, kde se zúčastnil útoku na Tuileries 10. srpna 1792. Poté se stal pobočníkem generála v Ardenské armádě. Jako plukovník v severní armádě se účastnil bojů v Nizozemsku, ale byl podezřelý, že byl obeznámen s Dumouriezovými vlastizrádnými plány a byl dočasně zatčen.
V roce 1793 byl poslán k armádě La Rochelle a byl brigádním generálem v Legion germanique, jednotky složené z bývalých žoldáků, dezertérů a dobrodruhů, většinou německého původu. Po porážce od povstalců ve Vendée u Châtillon-sur-Sèvre byl suspendován, ale krátce nato dostal velení předvoje západní armády, pravděpodobně na zkoušku. Pod nejvyšším velením generálů Klébera a Marceaua se podílel na likvidaci mnoha prchajících povstalců v bojích u Le Mans a bitvě u Savenay.
Jako Dantonův přítel byl na Robespierrův popud zatčen a po krátkém procesu 5. dubna 1794 spolu s Dantonem gilotinován.